# Gabriele Vezzosi

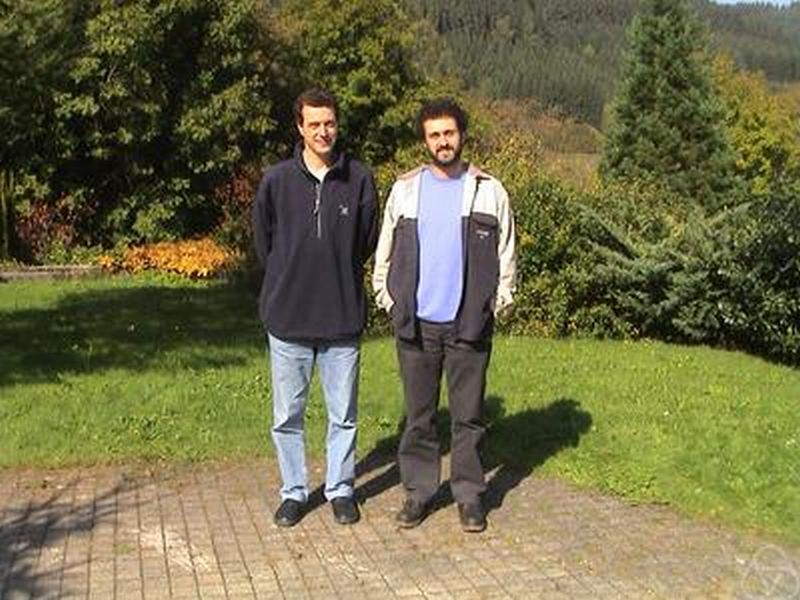
Gabriele Vezzosi (links) und Bertrand Toen, Oberwolfach 2002

Gabriele Vezzosi (* 1966) ist ein italienischer Mathematiker.
Vezzosi studierte Physik an der Universität Florenz mit dem Laurea-Abschluss 1994 (Thesis bei Alexandre M. Vinogradov: Algebraic geometry of PDE's and a point of view of quantization) wurde 1999 an der Scuola Normale Superiore in Pisa bei Angelo Vistoli (und Enrico Arbarello in der Jury) promoviert (The Chow Ring of the Classifying Stack of {\displaystyle PGL_{3}}).  Als Post-Doktorand war er an der Universität Bologna und 2004 wurde er Assistenzprofessor an der Universität Florenz und wurde dort 2010 Professor für Geometrie. 2013/14 war er auch Professor an der Universität Paris VII (Denis Diderot, Institut de Mathématiques de Jussieu).
Vezzosi befasst sich mit Algebraischer Geometrie, Algebraischer Topologie und Kategorientheorie (Topos-Theorie)  und begründete mit Bertrand Toën die Derivierte Geometrie (Derivierte algebraische Geometrie).

## Schriften (Auswahl)
- mit A. M. Vinogradov: On higher order analogues of de Rham cohomology, Differential Geometry and its Applications, Band 19, 2003, S. 29–59
- mit A. Vistoli:  Higher algebraic K-theory of group actions with finite stabilizers, Duke Math. J., Band 113, 2002, S. 1–55
- mit A. Vistoli: Higher algebraic K-theory for actions of diagonalizable groups, Inventiones Math., Band 153, 2003, S. 1–44, Erratum, Inventiones Math., Band 161, 2005, S. 219–224
- mit Toen: Homotopical Algebraic Geometry I, topos theory, Adv. in Math., Band 193, 2005, S. 257–372, Teil II: Geometric stacks and applications, Memoirs AMS, Band 193, 2008
- mit Toen: Brave new algebraic geometry, in: H. Miller, D. Ravenel, Elliptic cohomology, London Math. Soc. LN series 342, Cambridge UP 2007